# 伊萬尼夫卡 (博霍杜希夫區)
50°17′7″N 35°26′34″E / 50.28528°N 35.44278°E
伊萬尼夫卡（烏克蘭語：Іванівка）是位於烏克蘭東部的村莊，由哈爾科夫州博霍杜希夫區的博霍杜希夫市鎮負責管轄。該村處於里亞比納河左岸，分別距離烏利亞尼夫卡1公里和沃斯克雷塞尼夫卡2公里，海拔高度153米。